# All-Star Superman (película)
All-Star Superman (también conocida como Superman viaja al Sol) es una película de animación de súper héroes lanzada directamente a vídeo y basada en series de cómic homónima de Grant Morrison y Frank Quitely. La película es la décima en la línea de las películas originales animadas del universo de DC estrenadas por Warner Premiere y Warner Bros. Animation y la primera en la línea que fue clasificada como PG al contrario de la típica clasificación PG-13. Fue lanzada el 22 de febrero de 2011.

## Argumento
Superman es envenenado con radiación solar por Lex Luthor y tiene pocas semanas de vida, las cuales utiliza para cumplir sus sueños, incluyendo revelarle su verdadera identidad a Lois Lane.

## Elenco
- James Denton como Kal-El / Clark Kent / Superman.[3]
- Christina Hendricks como Lois Lane / Superwoman.[3]
- Anthony LaPaglia como Lex Luthor.[3]
- Edward Asner como Perry White.[3]
- Frances Conroy como Martha Kent.[3]
- Linda Cardellini como Nasthalthia "Nasty" Luthor.[4]
- Cathy Cavadini como Floral,[5] Cat Grant.
- Steven Blum como Atlas,[5] General Sam Lane.
- Obba Babatundé como Juez,[5] Bibliobot.
- Chris Cox como Agente Principal.[5]
- Alexis Denisof comp Dr. Leo Quintum[5]
- John DiMaggio como Samson,[5] Ultra-Sphinx.
- Robin Atkin Downes como Solaris.[5]
- Michael Gough como Párasito.[5]
- Matthew Gray Gubler como Jimmy Olsen.[4]
- Finola Hughes como Lilo.[5]
- Kevin Michael Richardson como Steve Lombard,[5] Tyrannko.
- Fred Tatasciore como Krull.[5]
- Arnold Vosloo como Bar-El.[5]

## Recepción
IGN le dio a la versión en Blu-ray una puntuación de 7 de 10, alabando los efectos visuales pero expresando que "hay demasiados hilos, muchos personajes y rodeos por caminos que no afectan en gran medida al final." ComicsAlliance criticó algunos de los cambios hechos en la adaptación, especialmente aquellos que implican la muerte de Superman o el permitir que otros mueran, aunque concluyeron que es "una película divertida y una de las mejores propuestas de DC".

## Formatos
La película fue estrenada en formato DVD y Blu-ray, incluyendo dos capítulos extra de Superman: The Animated Series escogidos por Bruce Timm y una vista previa a la siguiente película original animada del universo de DC, Green Lantern: Emerald Knights.